# Dolopsidea indagator
Dolopsidea indagator är en stekelart som först beskrevs av Alexander Henry Haliday 1836.  Dolopsidea indagator ingår i släktet Dolopsidea och familjen bracksteklar. Arten är reproducerande i Sverige. Inga underarter finns listade i Catalogue of Life.